# جامعة غزة
جامعة غزة هي جامعة فلسطينية نظامية خاصة أسست في مدينة غزة لتكون منارة علمية أكاديمية تقدم خدماتها الجامعية للشباب الفلسطيني للمساهمة في تطوير المجتمع الفلسطيني علمياً ومهنياً، وتختص بالتعليم العالي والبحث العلمي وهي مرخصة ومعتمدة من وزارة التربية والتعليم العالي الفلسطينية.
تم تدميرها خلال شهر ديسمبر 2023 بضربة جوية للقوات الجوية الإسرائيلية خلال الحرب الفلسطينية الإسرائيلية على قطاع غزة.

## مقدمة حول الجامعة
بدأت فكرة إنشاء جامعة في قطاع غزة لدى مجموعة من الشخصيات الفلسطينية الفاعلة في العام 2005، ثم ترجمت الفكرة إلى حقيقة وبوشر بإنشاء مباني ومرافق الجامعة على الأرض التابعة لها في منطقة تل الهوى بمدينة غزة وفي نفس الوقت بوشر في إجراءات ترخيص الجامعة واعتمادها من وزارة التربية والتعليم العالي الفلسطينية.
وفي 18/7/2007 حصلت جامعة غزة على الترخيص المبدئي لتصبح مؤسسة تعليم عالٍ جديدة معتمدة لدى وزارة التربية والتعليم العالي.
وفي 27/1/2008 حصلت الجامعة من الوزارة على الاعتماد العام لتصبح مؤسسة تعليم عالٍ جديدة بدءاً من العام الدراسي 2008/2009، ثم توالي بعد ذلك حصولها على الاعتماد الخاص لكلياتها وبرامجها المعلنة.
تعتمد فلسفة الجامعة على فلسفة التعليم العالي في دولة فلسطين والمتمشية مع الأنظمة الحديثة في الجامعات العالمية المتميزة لتساهم في تعزيز المصالح التعليمبة والثقافية والاجتماعية والاقتصادية للشعب الفلسطيني. من خلال تعليم الشباب الفلسطيني وتطوير قدراته.

## رؤية الجامعة
إن جامعة غزة هي جامعة رائدة متعددة التخصصات والاهتمامات الأكاديمية والبحثية تسعى لأن تصبح إحدى الخيارات المثلى لنموذج الجامعة الوطنية التي تأخذ بالمعايير العالمية من حيث التعليم والقدرة على تطبيق الأبحاث العلمية ذات المردود المجتمعي محلياً وإقليميًا بالإضافة إلى الالتزام بمعايير الاعتماد الأكاديمي الوطني والعالمي. وفي إطار هذه الرؤيا تسعى جامعة غزة إلى أن تكون منارة لابتكار المعارف ونشرها ودعم التكوين المهاري والمهني والأخلاقي لطلبتها، وإلى توفير الإمكانات الأكاديمية وتوظيفها لخدمة المجتمع في عصر تتطور فيه المعارف والتقنيات والوسائل وتزداد فيه التحديات أمام المجتمعات النامية لكي تحقق طموحاتها من خلال توثيق الصلة مع الجامعات والكليات الأخرى وكذلك مع المجتمع لتحقيق طموحات التنمية والتغلب على تحدياتها.

## مميزات الجامعة
بالإضافة إلى تميز الجامعة بتسخير كل إمكانياتها لخدمة طلبتها فإنها تركز على تحقيق المزايا التالية لطلبتها:
1. إكساب الطلبة المهارات والخبرات في كافة التخصصات من خلال أفضل المناهج وأفضل التقنيات مع التركيز على الجانب العملي والتطبيقي.
2. الابتعاد عن أسلوب التلقين في التدريس والاهتمام بعقد الدورات والندوات التي تساهم في إثراء المادة الدراسية من جهة وصقل الشخصية العلمية الأكاديمية من جهة أخرى.
3. التركيز على استخدام اللغة الإنجليزية في التدريس والدراسة باستخدام الكتب والمراجع الأجنبية والدوريات المتخصصة.
4. توفير أجهزة حاسوب متطورة وكافية بما يضمن جهازاً لكل طالب خلال الجلسات التعليمية وفي أوقات الفراغ.
5. استخدام ارقي التقنيات المعلوماتية الحديثة في التعليم.
6. موافاة الطلبة بكل جديد في مجالات تخصصهم من خلال مختلف الوسائل لبناء الشخصية المعرفية القادرة على الإبداع والابتكار وربط المعارف النظرية بواقع العمل.

## الكليات والبرامج الدراسية

### كلية علوم الحاسوب وتكنولوجيا المعلومات
- برنامج علوم الحاسوب: تخصص علوم الحاسوب.
- برنامج التصميم الجرافيكي والملتميديا: تخصص التصميم الجرافيكي والملتميديا.

### كلية العلوم الادارية والمالية
- برنامج إدارة الأعمال: تخصص إدارة الأعمال.
- برنامج المحاسبة: تخصص المحاسبة.

### كلية علوم الاتصال واللغات
- برنامج الإعلام: تخصص الصحافة المكتوبة:
  - تخصص الإعلام الإلكتروني.
  - تخصص العلاقات العامة.

- برنامج اللغات والترجمة:
  - تخصص اللغة الإنجليزية والترجمة
  - تخصص اللغة الفرنسية والترجمة

### كلية التربية
- تخصص معلم المرحلة الأساسية العليا/ تعليم الاجتماعيات.
- تخصص معلم المرحلة الأساسية العليا/ تعليم اللغة الإنجليزية.
- تخصص معلم المرحلة الأساسية العليا/ تعليم العلوم.
- تخصص معلم المرحلة الأساسية العليا/ تعليم الرياضيات.
- تخصص معلم المرحلة الأساسية العليا/ تعليم التكنولوجيا.
- تخصص معلم المرحلة الأساسية العليا/ تعليم اللغة العربية.
- تخصص معلم المرحلة الأساسية العليا/ تعليم اللغة الفرنسية.

### كلية الحقوق
- تخصص الحقوق

## مشاهد من الجامعة

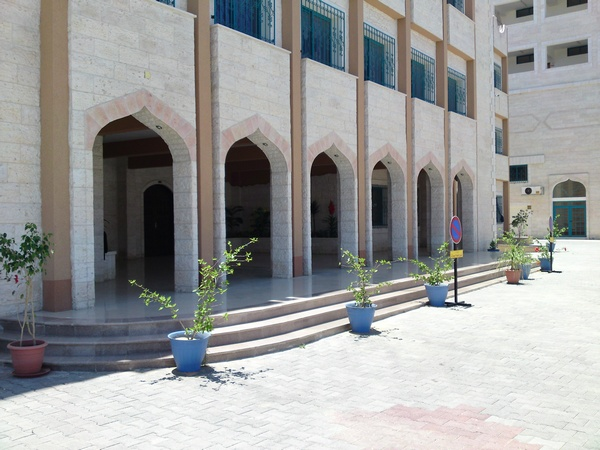
مدخل المبنى الرئيسي في الجامعة
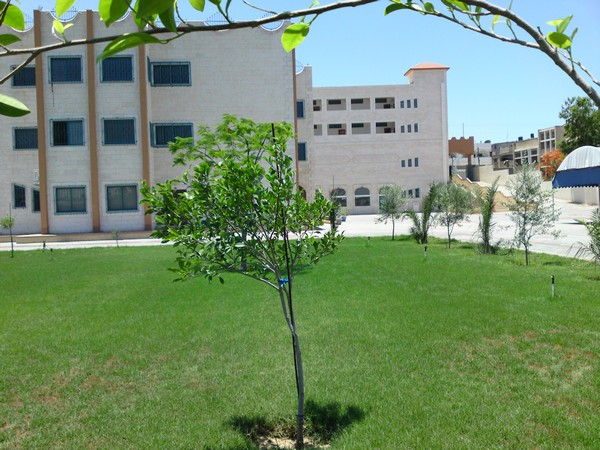
جانب من الحرم الجامعي
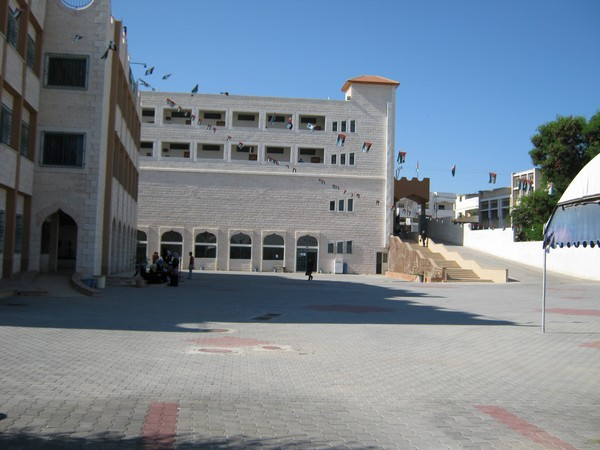
جانب من الحرم الجامعي
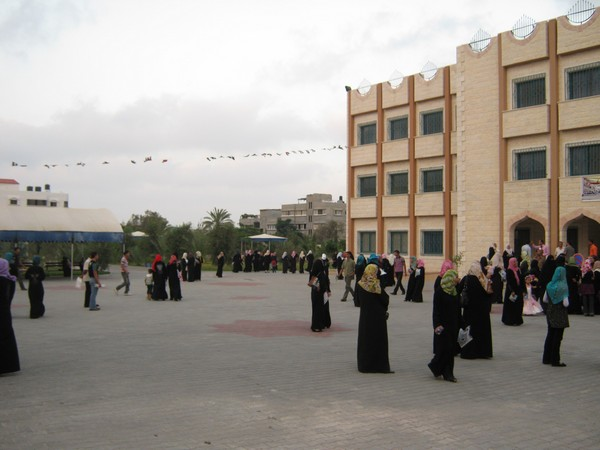
جانب من الحرم الجامعي
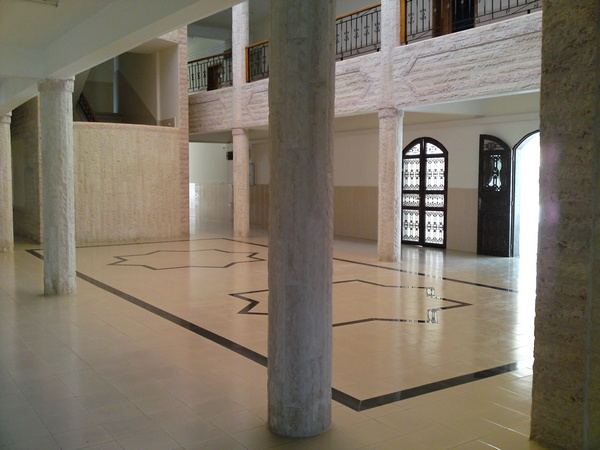
مشهد من داخل المبنى الرئيسي